# Lie to Me (песня Миколаса Йозефа)
«Lie to Me» (с англ. — «Обмани меня») — песня чешского певца Миколаса Йозефа, представленная на конкурсе «Евровидение-2018» в Лиссабоне.

## Евровидение
8 января 2018 Йозеф был объявлен одним из шести конкурсантов на чешский национальный отбор на конкурс «Евровидение-2018». После закрытого голосования, Йозеф был объявлен победителем 23 января. 29 января, было объявлено, что песня «Lie to Me» победила в национальном отборе и будет представлять Чехию на «Евровидении-2018».
Йозеф выступил в первом полуфинале, состоявшемся 8 мая 2018 года в Лиссабоне, Португалия. Впоследствии, он вышел в финал и стал вторым представителем Чехии, вышедший в финал.

## Чарты
| Чарт (2018)                                | Позиция |
| ------------------------------------------ | ------- |
| Австрия (Ö3 Austria Top 40)                | 9       |
| Бельгия/Фландрия (Ultratip Bubbling Under) | 34      |
| Чехия (Rádio — Top 100)                    | 38      |
| Чехия (Singles Digitál Top 100)            | 2       |
| Франция (SNEP)                             | 122     |
| Германия (GfK)                             | 29      |
| Greece Digital Singles (IFPI Greece)       | 17      |
| Португалия (AFP)                           | 82      |
| Шотландия (OCC Scotland)                   | 56      |
| Spain (PROMUSICAE)                         | 39      |
| Sweden (Sverigetopplistan)                 | 21      |
| Великобритания (OCC UK Singles Downloads)  | 53      |
| Великобритания (OCC UK Indie)              | 47      |

## Композиция
| №  | Название    | Длительность |
| -- | ----------- | ------------ |
| 1. | «Lie to Me» | 2:50         |